# بوغاندينسكيي (تجومين)
بوغاندينسكيي (بالروسية: Богандинский) هي مدينة في مقاطعة تيومين أوبلاست في روسيا.